# Festlegung der albanischen Grenze

Vorschläge für die Grenzen Albaniens von Frankreich und Russland (braun) und der provisorischen albanischen Regierung (beige) sowie das aktuelle Territorium der Republik Albanien (orange)

Die Demarkation respektive Festlegung der albanischen Grenze erfolgte, nachdem Albanien am 28. November 1912 seine Unabhängigkeit erklärt hatte und diese auf der Botschafterkonferenz in London im Dezember desselben Jahres von den Großmächten anerkannt worden war. Die genaue Festlegung der Grenze des neuen Staats wurde im Londoner Vertrag vom 30. Mai 1913 einer internationalen Kommission aus Vertretern von Deutschland, Österreich-Ungarn, Großbritannien, Frankreich, Russland und Italien übertragen. Als Resultat der Grenzfestlegung wurde das Siedlungsgebiet der Albaner auf mehrere Staaten aufgeteilt, so dass rund die Hälfte der albanischen Bevölkerung sowie der größere Teil der Landfläche außerhalb des neuen albanischen Staats – im Königreich Serbien, Königreich Montenegro und im Königreich Griechenland – verblieb, weshalb Albaner auch von der Teilung Albaniens (albanisch Copëtimi i Shqipërisë) sprechen, die aber einen längeren Zeitraum betrifft.

## Ausgangssituation
Das albanische Siedlungsgebiet war seit dem frühen 16. Jahrhundert vollständig Teil des Osmanischen Reichs, aber auf die vier Vilayets Shkodra, Ioannina, Manastır und Kosovo verteilt. Im Berliner Kongress als Folge des Russisch-Osmanischen Kriegs (1877–1878) mussten die Osmanen erstmals albanisch besiedelte Gebiete an Nachbarstaaten abtreten. Trotz Widerstand der Albaner – zum Beispiel durch die Gründung der Liga von Prizren und Waffengewalt – blieben ihre Forderungen nur wenig erfolgreich und fanden keine internationale Anerkennung: „Albanien ist lediglich ein geographischer Begriff auf der Landkarte.“ (Otto von Bismarck)
In Albanien entstand darauf eine Art Unabhängigkeitsbewegung, die sogenannte Rilindja. Die meisten der mehrheitlich sunnitischen Albaner blieben aber dem Sultan in Konstantinopel treu.
Im Ersten Balkankrieg besetzten am 8. Oktober 1912 montenegrinische, später auch serbische, bulgarische und griechische Truppen osmanische Gebiete. Das türkische Militär konnte diese nicht zureichend verteidigen. Um zu verhindern, dass das albanische Volk auf seine Nachbarstaaten aufgeteilt wird, riefen Vertreter aus allen albanisch besiedelten Gebieten am 28. November 1912 in Vlora die Unabhängigkeit aus.

## Anerkennung und Grenzfestlegung
Auf der Konferenz in London setzte sich insbesondere Österreich-Ungarn für die Schaffung eines albanischen Staates ein, um zu verhindern, dass Serbien zu groß und mächtig wird oder sogar Zugang zur Adria erhält. Italien setzte sich auch für einen albanischen Staat ein, den man später als Brückenkopf für weitere Machtausdehnung im adriatischen Raum nutzen wollte. Die Gebietsansprüche der provisorischen Regierung Albaniens gingen weit über die heutigen Staatsgrenzen hinaus und umfassten weite Gebiete, in denen neben Albanern auch andere Völker in bedeutendem Maße vertreten waren. Frankreich und Russland, Verbündete von Serbien, wollten nur einen Rumpfstaat in Mittelalbanien von Vlora bis in die Mirdita ohne die Metropolen Shkodra und Korça zugestehen. Die Forderungen der Nachbarstaaten gingen noch weiter.

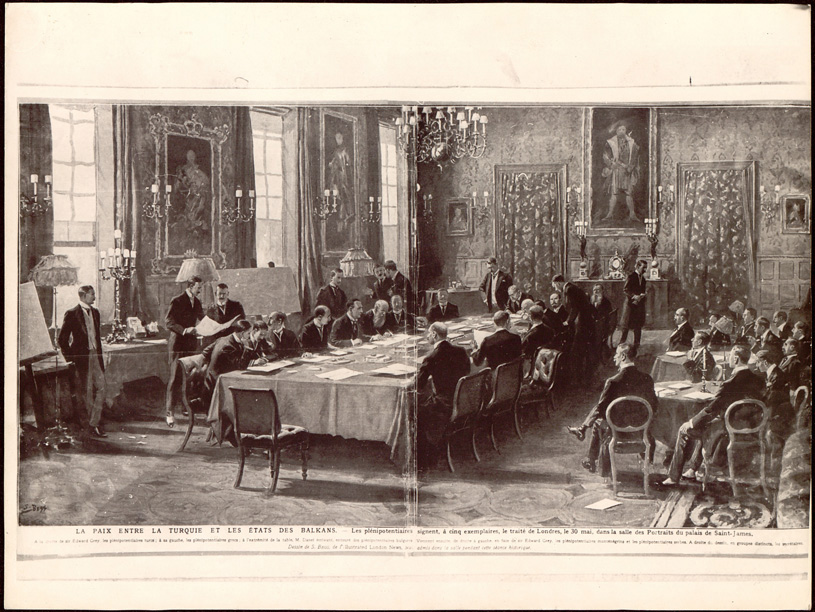
Unterzeichnung des Londoner Vertrags am 30. Mai 1913

Trotz der Beschlüsse im Londoner Vertrag vom 30. Mai 1913 über die Unabhängigkeit und Staatsform Albaniens waren die Grenzen noch nicht festgelegt. Österreich-Ungarn und Russland stritten weiter, praktisch um jedes Dorf feilschend. Bezüglich Ioannina und der mehrheitlich albanisch bewohnten Städte Gjakova und Debar sowie des westlichen Teils des Kosovos konnten sich die Österreicher nicht durchsetzen. Mehr Erfolg hatten sie bezüglich Shkodra und Gjirokastra sowie am 1. August 1913 auch bezüglich Korça, das am längsten umstritten war. Die genaue Demarkation im Gelände wurde einer internationalen Kommission überlassen, die bei ihrer Arbeit aber nur langsam vorankam.

„Sie haben uns die Städte genommen und uns die Berge gelassen, sie haben uns Dibra genommen und das Bergland gelassen, sie haben uns Gjakova genommen und das Bergland gelassen, so gleichen wir einem Körper ohne Kopf.“

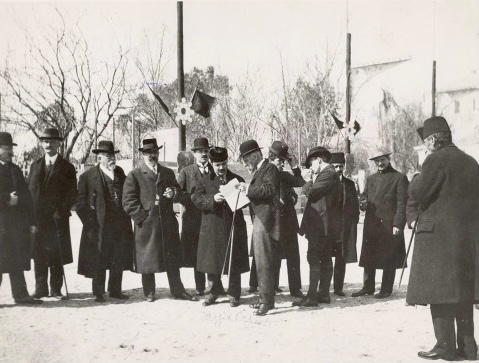
Mitglieder der Grenzziehungskommission (1914)

Die Grenzziehungskommissionen sollten dem Text des Londoner Vertrags folgend die Grenze nach ethnographischen Kriterien festlegen. Die Kommission sollte anhand von der zu Hause gesprochenen Sprache festlegen, welche Dörfer griechisch und welche albanisch bevölkert waren. Insbesondere im Süden blieben aber weite Gebiete des Nordepirus noch lange von griechischen Truppen und Freischärlern besetzt. Es gab erheblich Versuche, die Kommissionäre bei ihrer Arbeit zu beeinflussen. Neben nationalistischen wurden auch religiöse und politische Interessen über ethnische Grenzen hinaus festgestellt. Die Arbeit der Kommission im Süden erwies sich als schwierig, so dass es am Schluss bei der in der Londoner Konferenz vorgeschlagenen Linie blieb. Um die griechischen Nationalisten zu beschwichtigen, wurde im Protokoll von Korfu eine gewisse Autonomie ausgehandelt. Ein Kommissionsvertreter berichtet:

“The Boundary Commission come by night to a certain village, they are accosted by a man speaking Greek and they hear the ringing of an apparently Orthodox bell. Surely they must believe such irrefutable evidence? Unluckily one of the kavasses [armed guard] of the party comes from this village and he assures the Commission that not only are there no Greeks in the village, but there is not even a church there. It is discovered that the Greeks have rigged up an impromptu belfry in a tree top and are ringing lustily to hood wink the representatives of Europe.”

„Die Grenzkommission erreicht nachts ein Dorf, wo sie ein Griechisch sprechender Mann erwartet und wo sie die Glocken einer Kirche hören, die orthodox zu sein scheint. Solch unwiderlegbaren Beweisen müssen sie ja sicherlich Glauben schenken? Doch unglücklicherweise stammt einer der Kawassen (bewaffnete Wächter) aus diesem Dorf und versichert der Kommission, dass es in diesem Ort weder Griechen gäbe, noch dass sich hier eine Kirche befände. Man stellt darauf fest, dass die Griechen einen improvisierten Glockenturm in einer Baumkrone errichtet hatten und fest läuteten, um die europäischen Vertreter reinzulegen.“

Nach dem Ersten Weltkrieg stand die Aufteilung Albaniens erneut zur Diskussion. Als Folge der Pariser Friedenskonferenz 1919 wurde die Grenzziehungskommission wiederbelebt, um die Arbeiten abzuschließen und zu überprüfen. Grundsätzlich wurden die Grenzen von 1913 auf einer weiteren Botschafterkonferenz am 9. November 1921 bestätigt. Es gab aber gewisse kleinere Korrekturen südöstlich von Podgorica, betreffend Gora, das Tal des Schwarzen Drin zwischen Struga und Debar sowie betreffend Lin.
1922 schloss die Grenzziehungskommission ihre Feldarbeit ab. Am 6. Dezember 1922 wurde noch betreffend dem Kloster Sveti Naum am Ohridsee entschieden, das nicht klar zugeteilt worden war. Die Ermordung eines italienischen Generals Enrico Tellini, der Kommissionsvorsitzender war, gleich südlich des albanisch-griechischen Grenzübergangs Kakavija im Jahr 1923 führte zu einem Ultimatum Italiens an Griechenland. Da dies nicht erfüllt wurde, kam es zur militärischen Besatzung der Insel Korfu, die als Korfu-Zwischenfall bekannt wurde.
Erst am 27. Januar 1925 wurden die Grenzen von allen involvierten Parteien in Florenz protokollarisch festgehalten.

## Spätere Veränderungen

### Gebietsabtretung

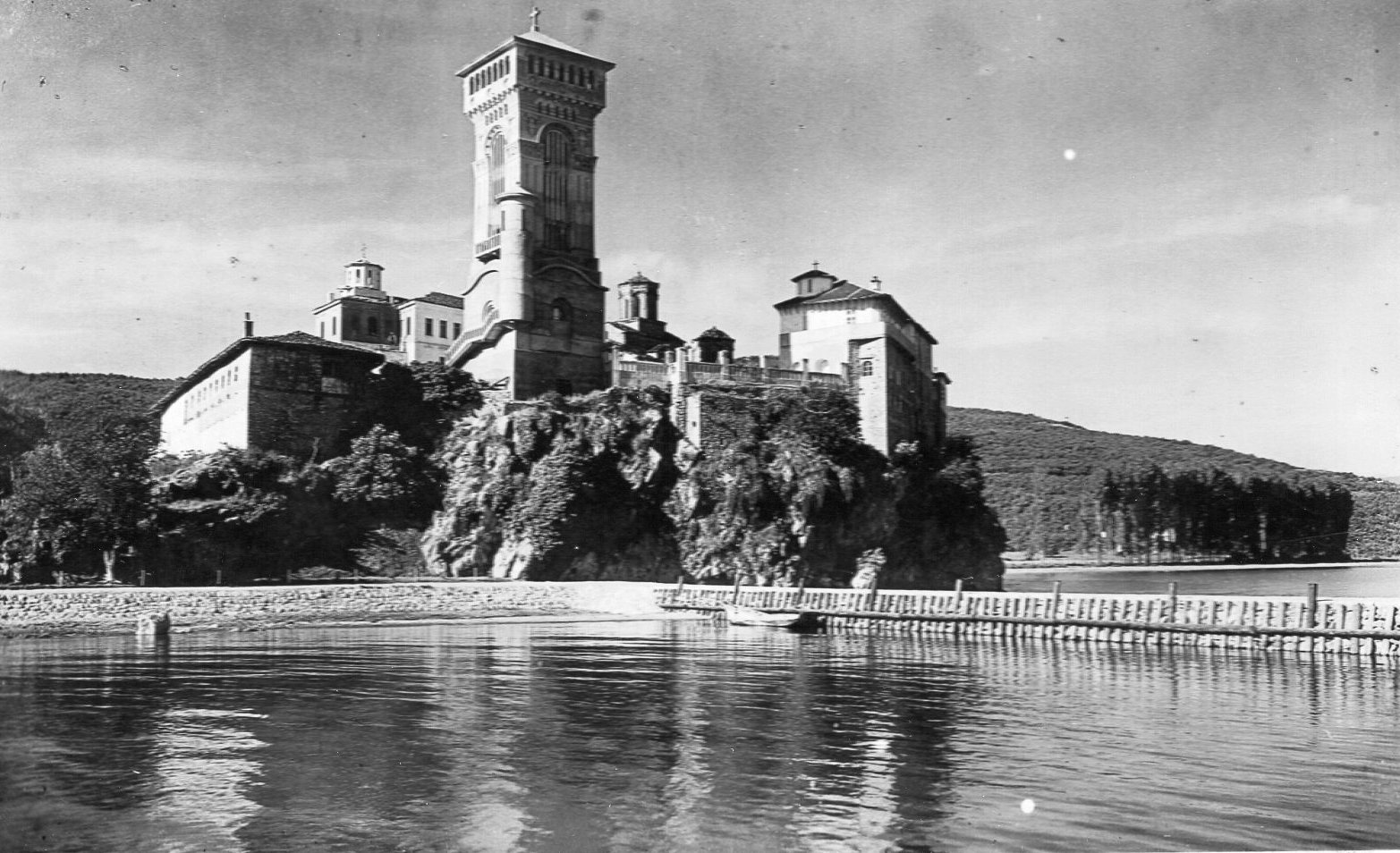
Das Kloster Sveti Naum in einer Aufnahme aus der ersten Hälfte der 1930er Jahre

Am 28. Juli 1925 einigten sich Albanien und das Königreich Jugoslawien über „Grenzbereinigungen“, wobei insbesondere die beiden umstrittenen Gebiete, das Kloster Sveti Naum und ein Bergzug bei Vermosh, an Jugoslawien abgetreten wurden. Der neue Ministerpräsident Ahmet Zogu hatte sich ein halbes Jahr zuvor mit jugoslawischer Unterstützung an die Macht geputscht und wollte die Grenzquerelen endlich bereinigt haben, wobei sich die jugoslawische Armee nie aus Sveti Naum zurückgezogen hatte. Im Gegenzug erhielt Albanien ein Dorf namens Pëshkopia und weitere kleine Gebiete.

### Zweiter Weltkrieg
Ab dem 28. Oktober 1940 griff Italien von Albanien aus Griechenland an. Im Griechisch-Italienischen Krieg mussten sich die wenig erfolgreichen Italiener bald hinter die albanisch-griechische Grenze zurückziehen.
Im weiteren Verlauf des Zweiten Weltkriegs, nachdem die deutsche Wehrmacht im Balkanfeldzug (1941) Jugoslawien und Griechenland besetzt hatte, wurden der größte Teil des Kosovos sowie Gebiete in Westmazedonien und Montenegro mit albanischer Bevölkerungsmehrheit mit Albanien als italienische Besatzungszone vereint. Albanien, seit 1939 von Italien besetzt, wurde dadurch von 28.748 auf 42.469 Quadratkilometer erweitert und die Bevölkerung stieg von 1.122.000 auf 1.756.000 Personen. Unter deutscher Herrschaft (1943–1944) erlangte Albanien wieder seine Unabhängigkeit. Die siegreichen kommunistischen Partisanen unter Enver Hoxha, die stark mit jugoslawischen Kommunisten zusammengearbeitet und sich verbündet hatten, stellten keine Ansprüche auf Gebiete außerhalb der alten Grenzen, als sie 1944 die Sozialistische Volksrepublik Albanien ausriefen. Entsprechende Vereinbarungen waren bereits im Sommer 1943 im Abkommen von Mukja vereinbart worden. Monate später wurde den Albanern in Jugoslawien für die Nachkriegszeit eine gewisse Selbstbestimmung zugesichert, die aber nicht umgesetzt wurde. Die erneute Eingliederung Kosovos in Jugoslawien erfolgte mit Waffengewalt.

## Folgen
Die Grenzfestlegung von 1913 hatte zur Folge, dass die Albaner auf mehrere Nationalstaaten verteilt wurden und etwa die Hälfte der Albaner fortan außerhalb des albanischen Staates lebte. „Mehr als die Hälfte ihres Siedlungsgebietes blieb außerhalb ihres Staates.“ (Christine von Kohl) Die albanische Bevölkerung hatte unter den politischen Interessen der Großmächte zu leiden. Die Bevölkerung in den albanischen Bergen und malariaverseuchten Küstenebenen wurde beispielsweise von der Versorgung aus dem fruchtbaren Kosovo abgeschnitten. Nach dem Ersten Weltkrieg wurden an die 12.000 Albaner im Kosovo getötet; rund 100.000 bis 150.000 Albaner sowie 40.000 Türken mussten in der Folge die Provinz verlassen.
Ähnlich erging es den Çamen in Nordgriechenland, die nach dem Zweiten Weltkrieg auswandern mussten. Bis in die 1990er Jahre führten die gegenseitigen Minderheiten auf beiden Seiten der Grenze zu andauernden Spannungen zwischen Albanien und Griechenland. Der Kriegszustand zwischen Griechenland und Albanien wurde erst 1987 formell beendet.
Oliver Jens Schmitt sieht in der damaligen Grenzziehung den diplomatisch-geschichtlichen Ursprung des Kosovokonflikts. Hingegen ist zu bedenken, dass im von einer ethnischen, religiösen und kulturellen Vielfalt geprägten ehemals osmanischen Raum unmöglich war, bei der Schaffung großer, kulturell homogener Staaten eine für alle Seiten akzeptable Lösung zu finden.